# Giuseppe Agostini
Giuseppe Agostini (Supino, 6 ottobre 1930 – Frosinone, 5 aprile 2020) è stato un organista, direttore di coro e compositore italiano.

## Biografia
Allievo inizialmente di don Giuseppe Morosini al Collegio Leoniano di Roma, si è successivamente diplomato al Conservatorio di Santa Cecilia di Roma in pianoforte con Rina Rossi, ed in organo e composizione con Fernando Germani. Per molti anni ha insegnato organo e composizione organistica al Conservatorio Licinio Refice di Frosinone. In precedenza aveva anche insegnato presso i conservatori di Pesaro e dell'Aquila.
Ha diretto il Coro Franco Maria Saraceni degli Universitari di Roma per oltre quarant'anni, dal 1968 fino al 2010 (succedendo al Maestro Fausto Razzi). Sotto la sua guida il coro ha raggiunto notorietà internazionale, culminata in una serie di tournée in Europa ed in America con concerti ad Amburgo, Berlino, Boston, Bruxelles, Colonia, Graz, Londra, New York, Oxford, Parigi, Philadelphia, Strasburgo, Stoccolma, Vienna, esibendosi inoltre in Italia presso l'Accademia Chigiana di Siena, il Conservatorio di Santa Cecilia di Roma e numerose università italiane. È stato inoltre direttore del Coro da camera della RAI di Roma. Ha fondato e diretto il coro Aldo Manuzio di Supino e in ultimo il coro dei giovani musicisti di Supino Equites Gaudentes.
Come organista, Agostini è stato il primo ad eseguire concerti integrali su organi romani di compositori quali Frescobaldi, Gabrieli e Zipoli.  È anche stato organista delle orchestre di Santa Cecilia e della RAI di Roma, suonando sotto la direzione, tra gli altri, di Paul Hindemith, Francis Poulenc ed Igor Strawinskij. Notevole anche la sua attività di organologia; oltre ad essere stato membro fondatore di una commissione per la tutela degli organi classici, Agostini ha progettato gli organi romani della Basilica di Cristo Re, della chiesa di San Pio X alla Balduina, della Basilica di Santa Francesca Romana, della Basilica dei SS. Cosma e Damiano, l'organo positivo meccanico ospitato al Collegio Leoniano, ed infine l'organo Tamburini del Conservatorio dell'Aquila. Ha composto principalmente per organo e coro polifonico. È stato insignito del premio di cultura don Giuseppe Morosini (XXII edizione).